# Варненський медичний університет
Варненський медичний університет «Параскев Стоянов» (болг. Медицинският университет "Проф. д-р Параскев Стоянов") — державний вищий навчальний заклад у місті Варна, Болгарія.

## Історія

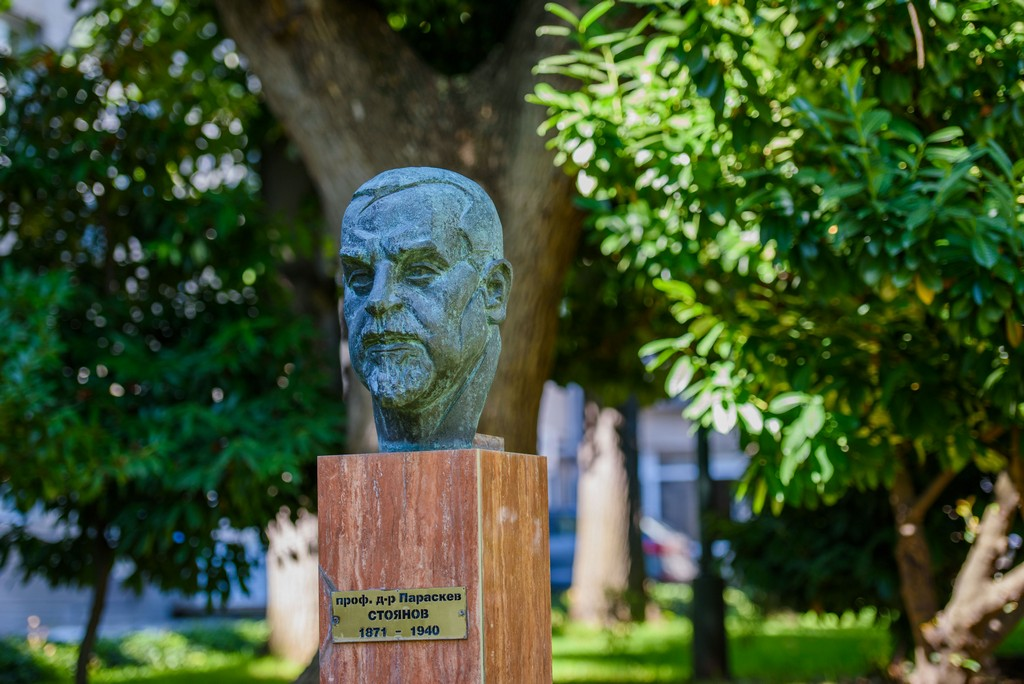
Пам'ятник проф. П. Стоянову у дворі університету

Рішення про створення навчального закладу було прийнято 12 листопада 1960 року Президією Народного зібрання Народної Республіки Болгарії, в 1961 році Варненський медичний інститут розпочав роботу.
З 1962 року інститут розпочав видання наукового журналу «Scripta Scientifica Medica».
В 1995 році медичний інститут отримав статус університету.
В 1997 році до складу університету було включене медичне училище, яке знаходилося у Варні (засноване в 1942 році як школа сестер милосердя).
В 2002 році університету було присвоєно ім'я професора Параскева Стоянова — медика і громадського діяча, за сприяння якого в Варні був відкритий перший у Болгарії дитячий санаторій по лікуванню туберкульозу кісток.
В 2004 році університет був прийнятий до складу Асоціації університетів Європи.

## Сучасний стан
До складу університету входять чотири факультети, медичний коледж, бібліотека, музей, а також філії в містах Велико Тирново, Слівен і Шумен.